# آساکورا، فوکوئوکا
۳۳°۲۵′ شمالی ۱۳۰°۴۰′ شرقی / ۳۳٫۴۱۷°شمالی ۱۳۰٫۶۶۷°شرقی
آساکورا در استان فوکوئوکا در کشور ژاپن واقع شده است  که دارای جمعیت ۵۷٬۸۸۱ نفر و مساحت ۲۴۶٫۷۳ کیلومتر مربع با تراکم جمعیت 235  نفر در کیلومترمربع است و در تاریخ ۲۰ مارس ۲۰۰۶ به عنوان شهر شناخته شد.